# Cicatrice (singolo)
Cicatrice è un singolo della cantautrice italiana Clara, pubblicato il 28 aprile 2023 come secondo estratto dal primo album in studio Primo.

## Descrizione
Il brano, scritto dalla stessa cantautrice, è prodotto da Julien Boverod, in arte Jvli.

## Video musicale
Il video musicale, diretto da Laura Days, è stato pubblicato il 3 maggio 2023 attraverso il canale YouTube della cantautrice e vede la partecipazione dell'attore Domenico Cuomo.

## Tracce
Testi di Clara Soccini, musiche di Clara Soccini e Julien Boverod.
1. Cicatrice – 2:31